# Sanghaj Nyugati pályaudvar
Sanghaj Nyugati pályaudvar (egyszerűsített kínai írással: 上海西站; pinjin: Shànghǎi Xī zhàn) Sanghaj egyik vasúti személypályaudvara, mely 1905-ben nyílt meg. 1989-ig mint Zhenru station volt ismert. 2006. elsején bezárták és egy átfogó felújításon esett át. Ismételt megnyitása 2010-ben történt meg. Jelenleg az állomás csak a D sorozatú nagysebességű járatokat szolgálja ki.
Jelenleg alatta épül a Sanghaji metró 11-es, 15-ös és 20-as vonalának állomása.

## Vasútvonalak
Az állomást az alábbi vasútvonalak érintik:
- Peking–Sanghaj-vasútvonal
- Shanghai–Kunming-vasútvonal
- Sanghaj–Nanking nagysebességű vasútvonal

## Kapcsolódó állomások
A vasútállomáshoz az alábbi állomások vannak a legközelebb:
- Sanghaj pályaudvar (Sanghaj pályaudvar, Peking–Sanghaj-vasútvonal, Shanghai–Kunming-vasútvonal, Sanghaj–Nanking nagysebességű vasútvonal)
- Jiangqiaozhen Railway Station (Peking Főpályaudvar, Peking–Sanghaj-vasútvonal)
- Fengbang Railway Station (Kunming railway station, Shanghai–Kunming-vasútvonal)
- Nanxiang North railway station (Nanjing railway station, Nanjing South railway station, Sanghaj–Nanking nagysebességű vasútvonal)
- Guangxinlu Railway Station (Sanghaj pályaudvar, Peking–Sanghaj-vasútvonal)

## Képek

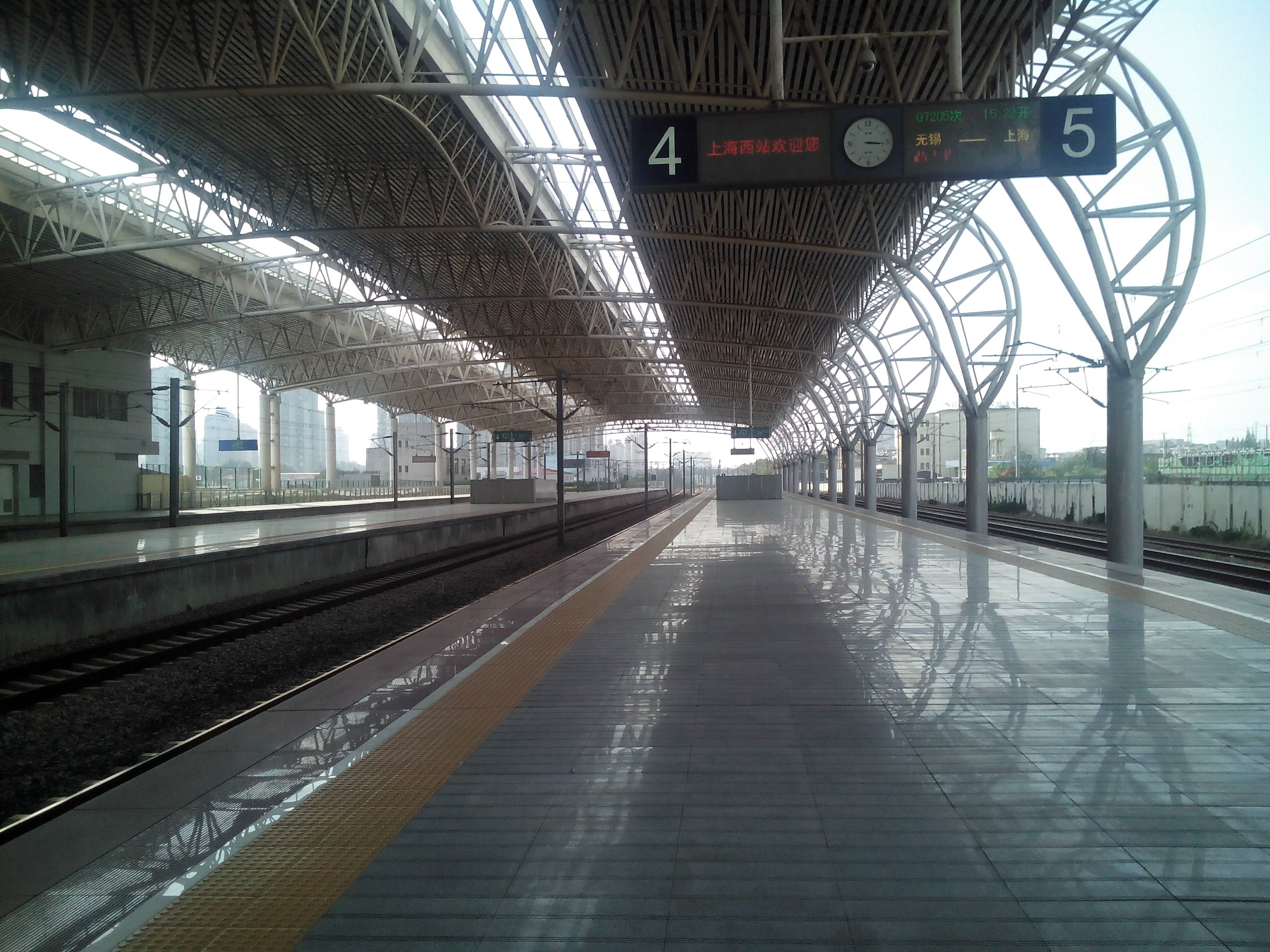
Peronok
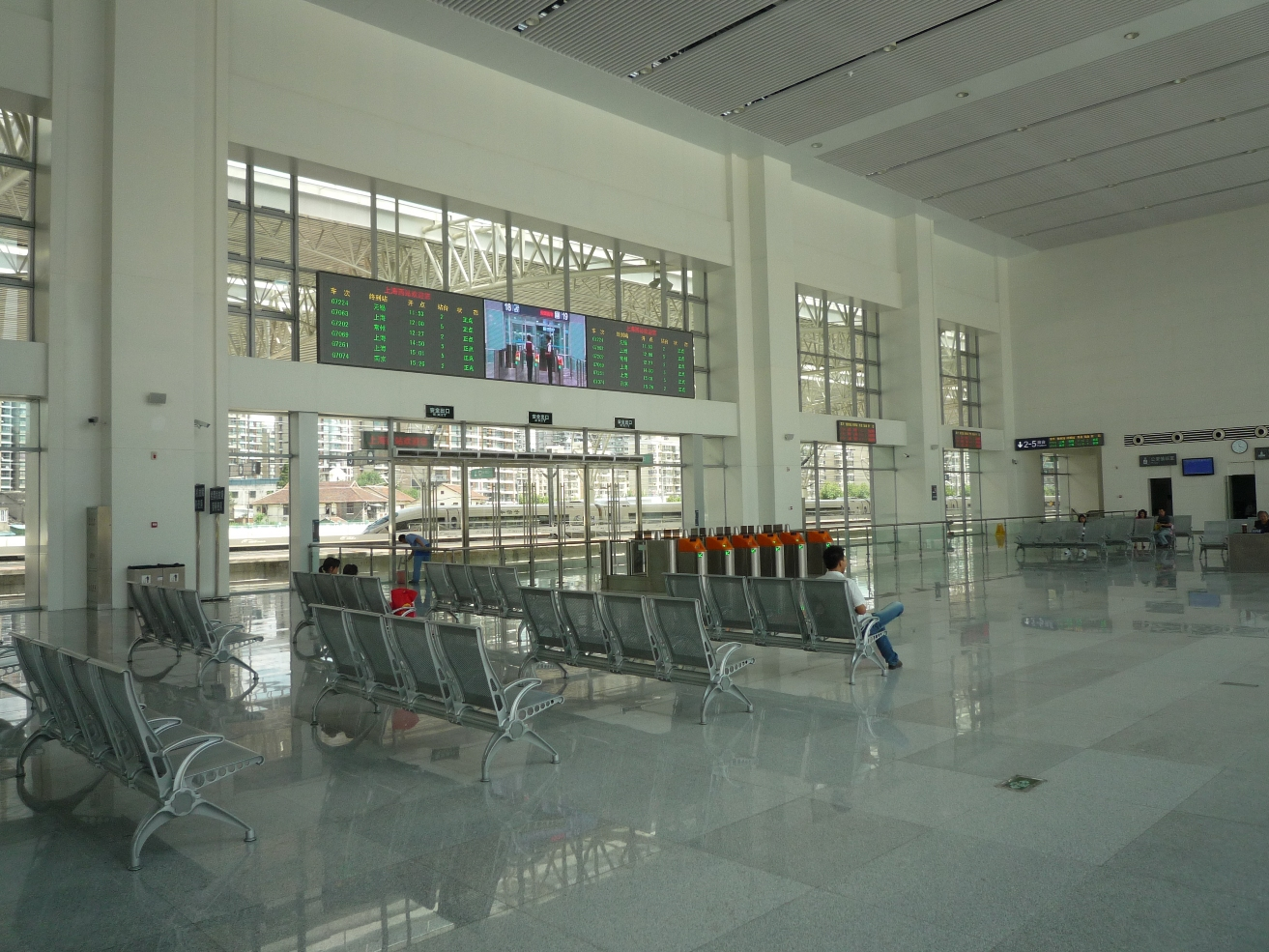
Váróterem
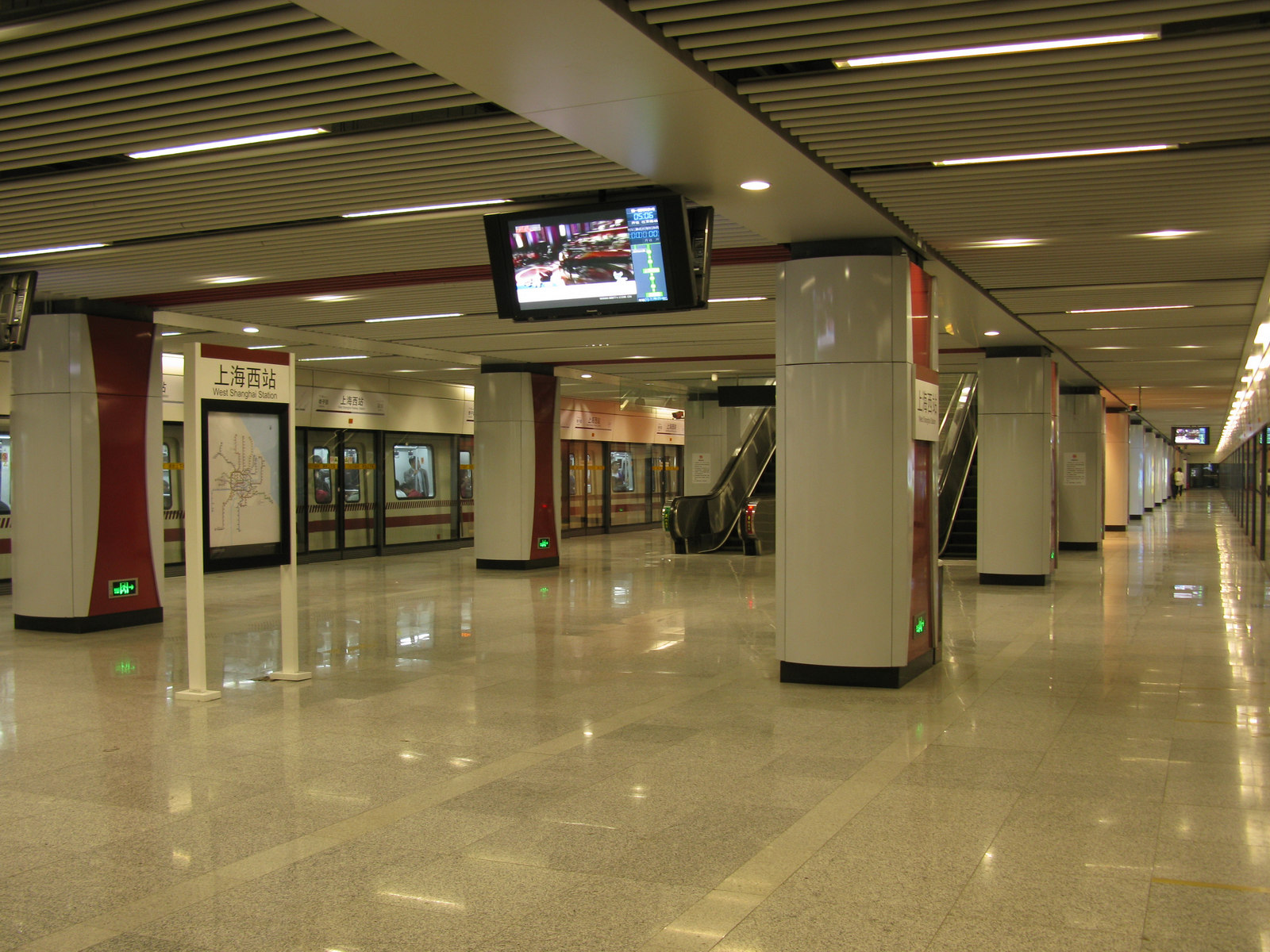
A 11-es metróvonal állomása